# Valea Frăției
Valea Frăției – wieś w Rumunii, w okręgu Marusza, w gminie Valea Largă. W 2011 roku liczyła 198 mieszkańców.